# Johan Danon Djourou-Gbadjere
Johan D. Djourou-Gbadjere (nascut a Abidjan, el 18 de gener del 1987), més conegut simplement com a Johan Djourou o Djourou, és un futbolista suís que actualment juga de defensa central o de mig centre defensiu a l'Hamburg SV alemany. Djourou també juga per la selecció de Suïssa des del 2006 amb la qual ha participat en la Copa del Món de 2006 i en l'Eurocopa 2008.